# 국립마산검역소
국립마산검역소(國立馬山檢疫所, Masan National Quarantine Station)는 질병관리청 산하 경남권질병대응센터의 소속기관이다. 1966년 1월 7일 발족하였으며, 경상남도 창원시 마산합포구 제2부두로 10에 위치하고 있다. 소장은 기술서기관으로 보한다.

## 연혁
- 1949년 12월 10일: 보건부 소속으로 마산해양검역소 설치.
- 1955년 2월 17일: 보건사회부 소속으로 변경.
- 1960년 8월 12일: 국립마산해양검역소로 개편.
- 1966년 1월 7일: 국립마산검역소로 개편.
- 1993년 4월 13일: 진해지소 개소.
- 1994년 12월 23일: 보건복지부 소속으로 변경.
- 1995년 4월 12일: 진해지소 폐지.
- 2008년 2월 29일: 보건복지가족부 소속으로 변경.
- 2010년 3월 19일: 보건복지부 소속으로 변경.
- 2020년 9월 12일: 질병관리청 산하 경남권질병대응센터 소속으로 변경

## 검역항
- 마산항, 진해항